# Plagiohammus blairi
Plagiohammus blairi är en skalbaggsart som först beskrevs av Stefan von Breuning 1936.  Plagiohammus blairi ingår i släktet Plagiohammus och familjen långhorningar. Inga underarter finns listade i Catalogue of Life.